# Маньковцы
Ма́ньковцы (укр. Маньківці) — село на Украине, находится в Барском районе Винницкой области.
Код КОАТУУ — 0520283203. Население по переписи 2001 года составляет 1094 человека. В 2021 году проживало около тысячи человек. Почтовый индекс — 23030. Телефонный код — 4341. Занимает площадь 29,5 км².
Дата основания села точно не установлена известно только, что основано оно было некими Сверщами герба Ястребец, это были наследственные владения семьи. С момента основания село называлось Тегин, так как оно вытянулось вдоль р. Ров и Кучманского шляха. Первое упоминание о селе, с его нынешним названием, относится к 1407 году когда Польский Король Ягелло Владислав II своим указом предоставил «.. в вечное пользование за верность и службу самому Якушу из Маньковцев и его пасынку Клементу и их наследникам с. Маньковцы на р. Ров и с. Миньковцы на р. Ушица в Подольской земле и в Каменецком уезде..» За несколько столетий селом владели польские паны из различных родов Выговские,Любомирские,Понинские, Потоцкие и др.,неоднократно село подвергалось разорительным набегам татар. В 1760 г. Король Август II Сильный отдал с. Маньковцы и ряд других окрестных сел Томашу Дамбскому, бургафу иноврацлавскому. После свадьбы его дочери Текли и Игнация Витославского, коронного обозного, село в качестве приданого перешло под управление Витославского. После польского восстания 1863—1864 годов, имения участников выступления были конфискованы в казну и выставлены на продажу с условием- имения не могли продаваться полякам. Та как пан Витославский принимал участие в восстании, его имени было конфисковано в казну.
```
 В 1865 году с. Маньковцы   с прилегающими землями и селами купил Николай Александрович Львов,  сын   камергера Высочайшего Двора Александра Николаевича Львова, подполковника Конно-егерского полка, героя битв 1812-1814 г.г., в мирной жизни состоявшего членом Московского Комитета Попечительства о тюрьмах.
Женат Николай Александрович был на представительнице древнего русского рода на Марии Михайловне Челищевой, она после его смерти   в 1887 году   стала единоличной владелицей всех земель в том числе и с.Маньковцы в котором жил их управляющий. Дом управляющего с пристройками сохранился до настоящего времени,в нём сейчас располагается Маньковецкая средняя школа. Мария Михайловна Львова была последней владелицей села, умерла  она в 1917 году в Кисловодске, где находилась на лечении.
```

В 1763 году помещиком Йосифом Дамбским построен костел Св. Троицы. В 1789 г. он был перестроен из камня, костел стал родовой усыпальницей Дамбских-Витославских, склеп находился под спудом храма и был разграблен жителями села после революции 1917 года, в настоящее время костел стоит в полуразрушенном виде..
В селе действует деревянный храм Покрова Пресвятой Богородицы Барского благочиния, построен храм был в первой четверти 18 века, в 1881 г. был разобран и вновь отстроен с использованием материалов старого храма в 1882 г. Винницкой и Барской епархии Украинской православной церкви
В с. Маньковцы в разное время родились несколько человек вошедшие в историю Российской Империи, СССР и новой Украины.
В 1834г в семье священника родился Сведницкий Анатолий Патрикеевич, умер в Киеве в 1871 г. украинский писатель.
В крестьянской семье родился Бубновский Николай Николаевич (псевдоним Федор Семенович Предтеченский) революционер народник, член кружка "Южный ЦК"работал слесарем в Вильно, Петербурге,Киеве. арестован в Киеве в 1879 году был приговорен к 12 годам каторги и бессрочному поселению в Сибири, в Европейскую часть России вернулся в 1903 г.
В Советско-Финской войне 1939—1940 г.г. участвовал Ставлинчук Степан Исакович 1905 г/р. красноармеец 98 ГАП 97 СД. Погиб в бою 25.02.1940. Похоронен в урочище Кууса на Карельском перешейке.
В селе проживала Блащук Екатерина Дмитриевна в годы оккупации 1941—1944 г.г. она спасла от смерти еврейского мальчика Мойшу Зайдмана, который с мамой и тетей появился в с. Маньковцы летом 1941 ,после начала Великой Отечественной войны. Во время облавы она выдала его за своего сына, хотя у неё было своих двое малолетних сыновей и заподозрив неладное её могли расстрелять румыны, которые окупировали село. В 1944 г. после освобождения, Мойшу забрала уцелевшая мама и уехала с ним. Встретились они только в 1981 году.
В настоящее время в селе проживает Гуменяк Анна Артемьевна мать пятерых детей Указом президента Украины В.Ющенко № 293/2009 от 05 мая 2009 г. присвоено почетное звание «Мать-героиня»
.

## Адрес местного совета
23030, Винницкая обл., Барский р-н, село Маньковцы, улица Ленина, 36в.